# بيمبو جت
بيمبو جت (بالفرنسية: Bimbo Jet)‏ كانت فرقة ديسكو فرنسية بقيادة كلود مورغان ولوران روسي.
نالت شهرة عالمية في صيف عام 1975 من خلال أغنية «إل بيمبو». تتمثل نغمة أغنية «إل بيمبو» في «تنها شودام تنها»، قام بتلحينها الموسيقار والمغني الأفغاني أحمد ظاهر، لألبومه ليلي الذي صدر عام 1971. أصدرت الفرقة أغنية أخرى أقل شهرة عام 1975 وهي «لا بالنغا».

## الأغاني
- إل بيمبو، عام 1974.
- لا بالنغا، عام 1975.
- سفينة الحب، عام 1979.
- حب لحب، عام 1979.

## روابط خارجية
- بيمبو جت على موقع IMDb (الإنجليزية)
- بيمبو جت على موقع ميوزك برينز (الإنجليزية)
- بيمبو جت على موقع ديسكوغز (الإنجليزية)